# Reformierte Kirche Brusio

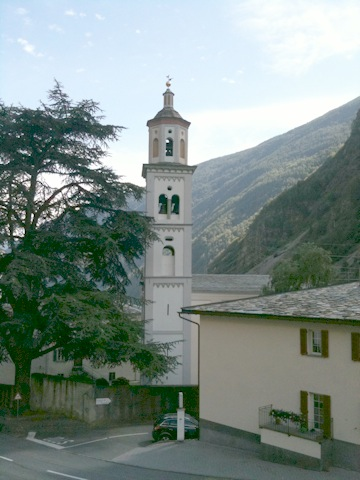
Reformierte Kirche Brusio

Die reformierte Kirche in Brusio im bündnerischen Puschlav ist ein evangelisch-reformiertes Gotteshaus unter kantonalem Denkmalschutz.

## Geschichte
Im katholischen Brusio bildete sich um 1590 eine reformierte Gemeinde, die für ihre Gottesdienste zunächst die alte Pfarrkirche paritätisch mitnutzen konnte, bis ihr dieses Recht bestritten wurde.:6 1620 kam es zum sog. Veltliner Mord, dem in Brusio am 21. Juli 27 Reformierte zum Opfer fielen, während die Überlebenden in die Berge oder über Poschiavo auf die Cavaglia-Ebene und von dort weiter über den Berninapass flüchteten. 20 Häuser der Reformierten wurden abgebrannt.
Am 29. Juni 1634 beantragten die wieder Zurückgekehrten bei den Drei Bünden die Bewilligung für den Bau einer reformierten Kirche, der bereits am 15. Juli 1634 genehmigt wurde.:12 Aber erst nach Abschluss der Bündner Wirren sowie dem Schiedsentscheid der Drei Bünde über das Zusammenleben der beiden Konfessionen 1642 konnte der Bau der Kirche 1645 im Wesentlichen vollendet werden:12.
Nach der Unterdrückung des reformierten Gottesdienstes im Veltlin wurde die Kirche auch von den dortigen Reformierten besucht, deren verstorbene evangelische Amtsleute sich dann auch meistens hier begraben liessen.:12

## Baubeschreibung und Ausstattung
Die Kirche wurde in der Rokokozeit 1727/28 umgebaut. Kirche, Pfarrhaus und der Friedhof mit zahlreichen Epitaphen bilden ein architektonisch einheitliches Ensemble.
Die Kirche präsentiert sich mit einem von einem Tonnengewölbe überzogenen Langhaus ohne Chor. Die Kanzel stammt von 1727 und zeigt in verspielten Ornamenten Stilmerkmale des Rokoko. Der Kirchturm datiert auf das Jahr 1679 und fällt durch seinen fünfgeschossigen Aufsatz auf.

### Serassi-Orgel
Die Kirche verfügt über eine Orgel der Fratelli Serassi, Bergamo, aus den Jahren 1786/87. Andere Quellen nennen Andrea Serassi (Andrea Luigi Serassi) und dessen Sohn Giuseppe bzw. nur Andrea und Giuseppe Serassi. Als Künstler des Orgelgehäuses sind «Caspar Veith aus Mals und Michael Zoller aus Sels [sic]» überliefert.
Im Bericht für das Jahr 2008 halten der Archäologische Dienst Graubünden und die Denkmalpflege Graubünden in Bezug auf die rund 60 bekannten Orgeln Graubündens aus dem 18. Jahrhundert fest: «[Die Orgel] ist laut Orgelexperte Willi Lippuner «eine der wertvollsten Denkmalorgeln des Bündnerlandes und zweifellos das schönste hiesige Beispiel des damals hochstehenden lombardischen Orgelbaus»». Die Orgel ist seit 1947 nationales Kulturgut (patrimonio nazionale).
1947 war eine Renovation erfolgt. 2008 wurde das Instrument, nach jahrzehntelanger Erörterung der weiteren notwendigen Instandstellungen, durch die Orgelbaufirma Cav. Emilio Piccinelli aus Bergamo restauriert. Dabei konnte auch belegt werden, dass das Orgelgehäuse entgegen früheren Behauptungen, die Orgel stamme aus einer anderen Kirche, tatsächlich vor Ort gebaut und gefasst wurde. Die restaurierte Serassi-Orgel wurde am 7. Februar 2009 eingeweiht.

## Kirchliche Organisation
Die Evangelisch-reformierte Landeskirche Graubünden führt Brusio als eigenständige Kirchgemeinde.
Seit Januar 2010 besteht mit Poschiavo eine Pastorationsgemeinschaft.

## Zugänglichkeit
Die Kirche ist (Stand September 2024) täglich von 8 Uhr bis 20 Uhr geöffnet.

## Galerie

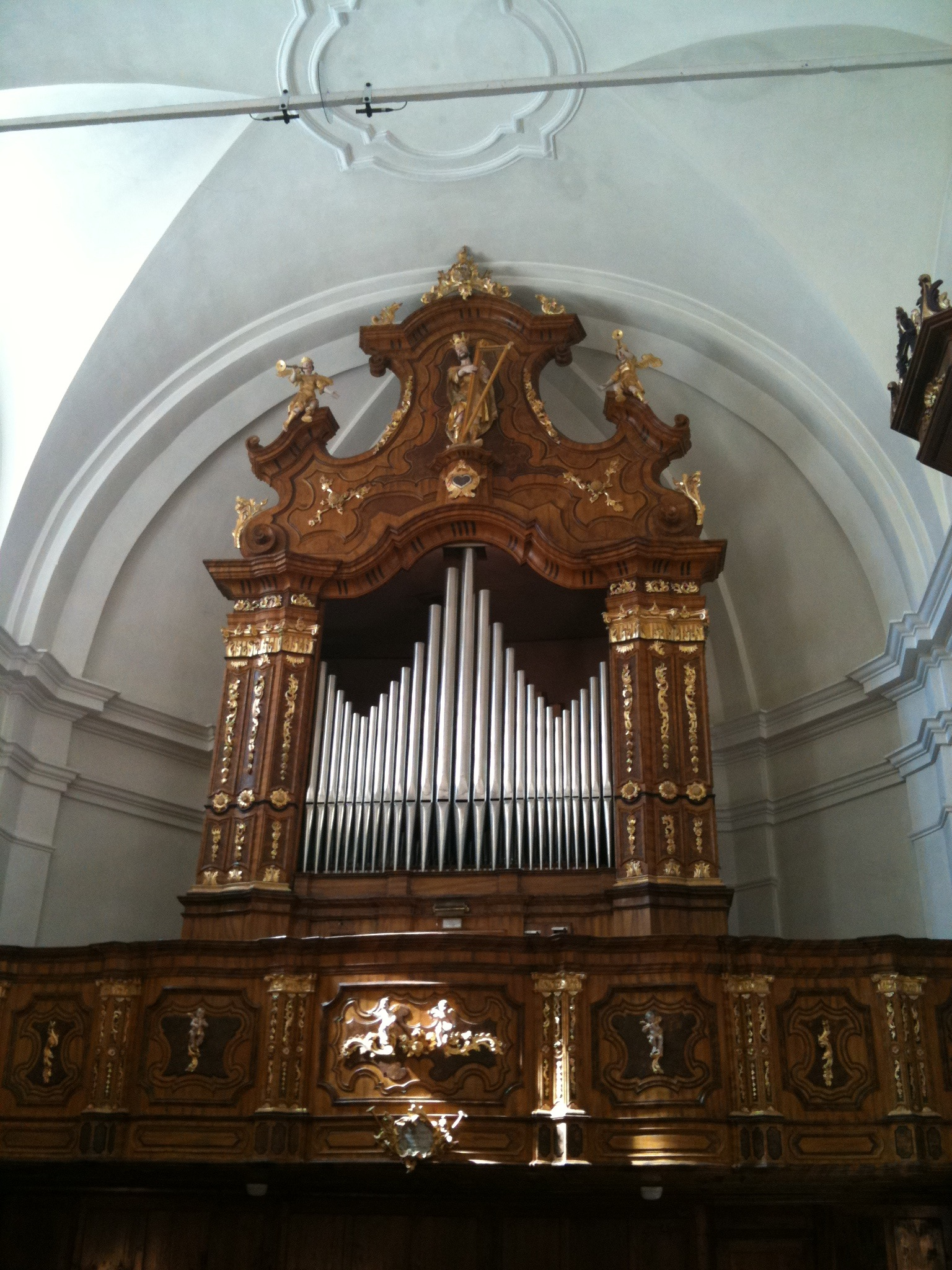
Orgel
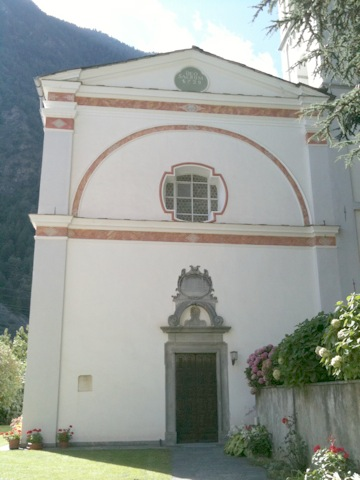
Frontseite und Portal
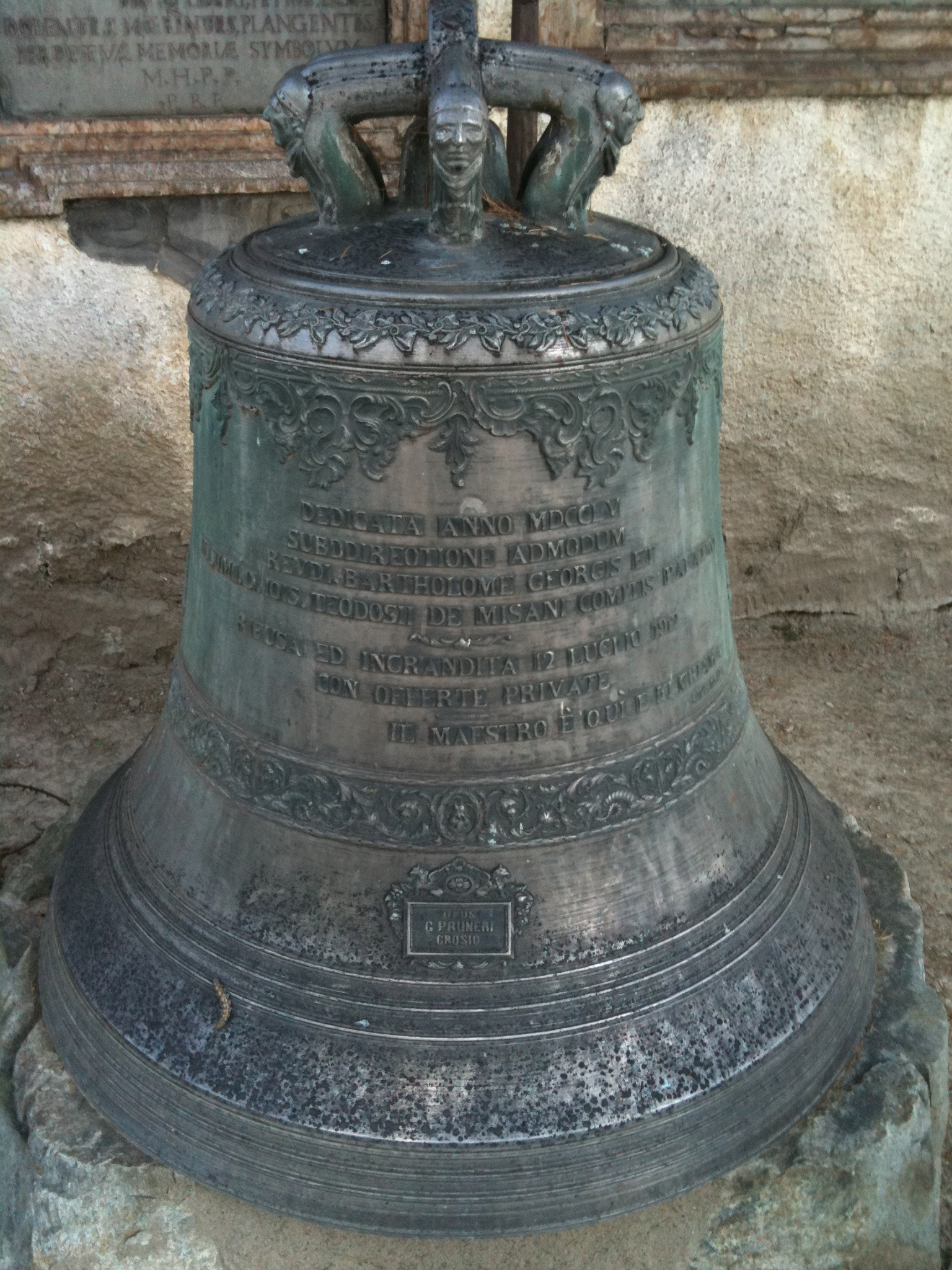
Alte Glocke von 1755 auf dem Friedhof vor der Kirche
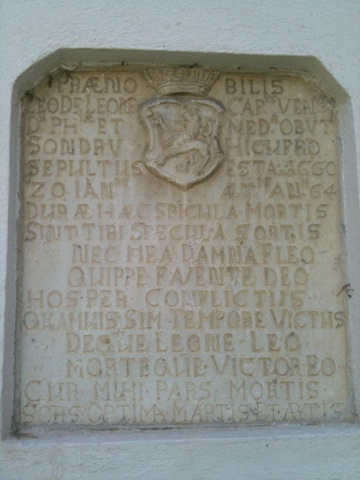
Inschrift, links vom Portal in die Kirchenmauer eingefügt
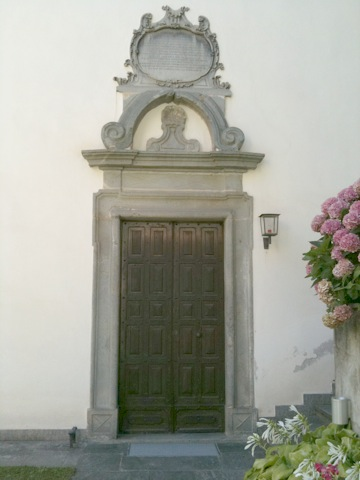
Portal
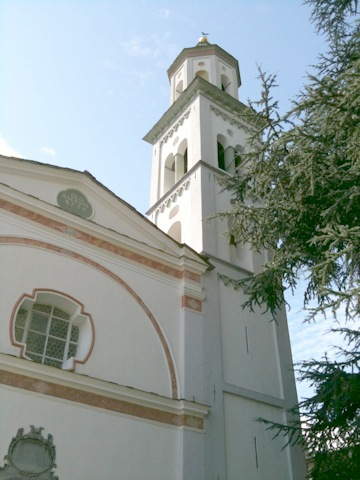
Oberer Portalbereich und Turm